# Noumandiez Désiré Doué
Noumandiez Désiré Doué, né le 29 septembre 1970, est un arbitre ivoirien de football, qui officie internationalement de 2004 à 2015.
Il mesure 1,75 m et sa langue maternelle est le français. En dehors de ses activités dans le football, il est également pharmacien.
Il est également l'oncle ainsi que le parrain de Désiré Doué et Guéla Doué, tous deux internationaux français et ivoirien.

## Carrière internationale
En 2009, il arbitre la finale du premier championnat d'Afrique des nations de football (CHAN), organisé en Côte d'Ivoire. Deux ans plus tard, en 2011, il devient le premier arbitre à recevoir un CAF Award.
En 2014, il est le premier ivoirien à arbitrer un match de coupe de monde.
Il a officié dans les compétitions majeures suivantes : 
- CHAN 2009 (2 matchs dont la finale) et 2011 (3 matchs)
- CAN 2010 (2 matchs) et 2015 (2 matchs)
- CAN - 17 ans 2011 (1 match)
- Ligue des champions de la CAF 2011 (finale retour)
- Coupe du monde de football de 2014 (2 matchs)
- Coupe du monde des clubs 2014